# دانشگاه ملی اینچئون
دانشگاه ملی اینچئون (به کره ای: 인천 대학교 / به انگلیسی : Incheon national university ) یک دانشگاه دولتی واقع در شهر اینچئون کره جنوبی است.
این دانشگاه در سال 1979 توسط دولت کره جنوبی تاسیس شده است.